# España en los Juegos Olímpicos de Turín 2006
España estuvo representada en los Juegos Olímpicos de Turín 2006 por una delegación de 16 deportistas (7 hombres y 9 mujeres) que participaron en 5 deportes: biatlón, esquí alpino, esquí de fondo, patinaje artístico y snowboard. La portadora de la bandera en la ceremonia de apertura fue la esquiadora María José Rienda Contreras.
Responsable del equipo olímpico fue el Comité Olímpico Español (COE). El equipo nacional no obtuvo ninguna medalla. La participación más notable estuvo a cargo del rider Jordi Font Ferrer que alcanzó la final del snowboard cross (campo a través) y obtuvo el cuarto puesto y diploma olímpico.

## Diplomas olímpicos
En total se consiguió un diploma olímpico de cuarto puesto.
| Nombre            | Deporte   | Competición    | Fecha         |
| ----------------- | --------- | -------------- | ------------- |
| 4.°               |           |                |               |
| Jordi Font Ferrer | Snowboard | Campo a través | 16 de febrero |

## Participantes por deporte
De los 15 deportes que el COI reconoce en los Juegos Olímpicos de invierno, se contó con representación española en 5 deportes (en bobsleigh, curling, combinado nórdico, hockey sobre hielo, luge, patinaje artístico, patinaje de velocidad, patinaje de velocidad sobre pista corta, saltos en esquí y skeleton no se obtuvo la clasificación).
| N.º | Deporte          | H | M | T  |
| 1   | Biatlón          | 1 | – | 1  |
| 2   | Esquí acrobático | – | 1 | 1  |
| 3   | Esquí alpino     | – | 4 | 4  |
| 4   | Esquí de fondo   | 3 | 2 | 5  |
| 5   | Snowboard        | 3 | 2 | 5  |
|     | TOTAL            | 7 | 9 | 16 |

## Deportistas
16 deportistas españoles participaron en los Juegos Olímpicos de Turín 2006 en 5 deportes (31 competiciones en total). 
| Nombre                      | Competición                 | Fecha         | Marca      | Puesto |
| --------------------------- | --------------------------- | ------------- | ---------- | ------ |
| Biatlón                     |                             |               |            |        |
| Luis Alberto Hernando       | 20 km                       | 11 de febrero | 1:06:54,4  | 81     |
| Luis Alberto Hernando       | 10 km                       | 14 de febrero | 0:32:26,0  | 84     |
| Esquí acrobático            |                             |               |            |        |
| Nuria Montané Ubeda         | Baches                      | 11 de febrero | 11,76 pts. | 29     |
| Esquí alpino                |                             |               |            |        |
| Andrea Casanovas Rocha      | Descenso                    | 15 de febrero | 2:06,73    | 38     |
| Andrea Casanovas Rocha      | Combinada                   | 17 de febrero | —          | NP     |
| Andrea Casanovas Rocha      | Supergigante                | 19 de febrero | —          | NP     |
| Leyre Morlans Aguilar       | Descenso                    | 15 de febrero | —          | NF     |
| Leyre Morlans Aguilar       | Combinada                   | 17 de febrero | —          | NP     |
| Leyre Morlans Aguilar       | Supergigante                | 19 de febrero | 1:38,53    | 49     |
| María José Rienda           | Supergigante                | 19 de febrero | 1:36,03    | 37     |
| María José Rienda           | Eslalon gigante             | 24 de febrero | 2:12,13    | 13     |
| Carolina Ruiz Castillo      | Descenso                    | 15 de febrero | 2:01,90    | 30     |
| Carolina Ruiz Castillo      | Combinada                   | 17 de febrero | 3:00,93    | 25     |
| Carolina Ruiz Castillo      | Supergigante                | 19 de febrero | 1:35,20    | 30     |
| Carolina Ruiz Castillo      | Eslalon gigante             | 24 de febrero | 2:13,54    | 20     |
| Esquí de fondo              |                             |               |            |        |
| Laia Aubent Torrents        | Persecución 7,5 km + 7,5 km | 12 de febrero | 0:50:41,3  | 61     |
| Laia Aubent Torrents        | 10 km ind.                  | 16 de febrero | 0:33:29,4  | 64     |
| Juan Jesús Gutiérrez Cuevas | 50 km salida en grupo       | 26 de febrero | 2:06:43,3  | 22     |
| Laura Orgué Vila            | Persecución 7,5 km + 7,5 km | 12 de febrero | 0:51:16,5  | 63     |
| Laura Orgué Vila            | 10 km ind.                  | 16 de febrero | 0:33:18,6  | 63     |
| Diego Ruiz Asín             | Persecución 15 km + 15 km   | 12 de febrero | 1:24:05,5  | 55     |
| Diego Ruiz Asín             | 15 km ind.                  | 17 de febrero | 0:41:37,9  | 47     |
| Diego Ruiz Asín             | 50 km salida en grupo       | 26 de febrero | 2:06:51,6  | 23     |
| Vicenç Vilarrubla Solsona   | Persecución 15 km + 15 km   | 12 de febrero | 1:19:39,8  | 32     |
| Vicenç Vilarrubla Solsona   | 15 km ind.                  | 17 de febrero | 0:43:47,2  | 66     |
| Vicenç Vilarrubla Solsona   | 50 km salida en grupo       | 26 de febrero | 2:09:03,1  | 42     |
| Snowboard                   |                             |               |            |        |
| Queralt Castellet Ibáñez    | Halfpipe                    | 13 de febrero | 18,3 pts.  | 26     |
| Iker Fernández Roncal       | Halfpipe                    | 12 de febrero | 27,0 pts.  | 28     |
| Jordi Font Ferrer           | Campo a través              | 16 de febrero | 500 pts.   | 4      |
| Ibón Idigoras Mendoza       | Campo a través              | 16 de febrero | —          | 34     |
| Clara Villoslada Pinto      | Halfpipe                    | 13 de febrero | 11,4 pts.  | 30     |

- NF – no finalizó
- NP – no participó